# Чемпіонат світу з хокею з шайбою серед юніорських команд (жінки) 2010
Чемпіонат світу з хокею з шайбою серед юніорських команд (жінки) 2010 — 3-й розіграш чемпіонату світу з хокею серед юніорок. Чемпіонат проходив у американському місті Чикаго, з 27 березня по 3 квітня 2010 року. 

## Топ-дивізіон

### Команди
- Канада
- Чехія
- Фінляндія
- Німеччина
- Росія
- Японія
- Швеція
- США

## Попередній етап
Група А
| М. | Збірна    | І | В | ВО | ПО | П | Ш    | О | США  | Фінляндія | Японія | Чехія |
| -- | --------- | - | - | -- | -- | - | ---- | - | ---- | --------- | ------ | ----- |
| 1. | США       | 3 | 3 | 0  | 0  | 0 | 31:1 | 9 |      | 5:0       | 11:1   | 15:0  |
| 2. | Фінляндія | 3 | 1 | 0  | 0  | 2 | 6:9  | 3 | 0:5  |           | 1:3    | 5:1   |
| 3. | Японія    | 3 | 1 | 0  | 0  | 2 | 7:17 | 3 | 1:11 | 3:1       |        | 3:5   |
| 4. | Чехія     | 3 | 1 | 0  | 0  | 2 | 6:23 | 3 | 0:15 | 1:5       | 5:3    |       |

Група В
| М. | Збірна    | І | В | ВО | ПО | П | Ш    | О | Канада | Швеція | Німеччина | Росія |
| -- | --------- | - | - | -- | -- | - | ---- | - | ------ | ------ | --------- | ----- |
| 1. | Канада    | 3 | 3 | 0  | 0  | 0 | 29:3 | 9 |        | 8:0    | 15:0      | 6:3   |
| 2. | Швеція    | 3 | 2 | 0  | 0  | 1 | 9:13 | 6 | 0:8    |        | 5:4       | 4:1   |
| 3. | Німеччина | 3 | 1 | 0  | 0  | 2 | 7:21 | 3 | 0:15   | 4:5    |           | 3:1   |
| 4. | Росія     | 3 | 0 | 0  | 0  | 3 | 5:13 | 0 | 3:6    | 1:4    | 1:3       |       |

## Втішний раунд
- Чехія —  Росія 5:0 та 3:1

## Плей-оф

### Чвертьфінали
- Швеція —  Японія 2:1
- Фінляндія —  Німеччина 1:2 ОТ

### Півфінали
- Канада —  Німеччина 10:0
- США —  Швеція 5:0

### Матч за 5 місце
- Фінляндія —  Японія 4:1

### Матч за 3 місце
- Швеція —  Німеччина 7:3

### Фінал
- США —  Канада 4:5 ОТ

## Найкращі гравці чемпіонату світу
Найкращими гравцями були обрані (Директорат турніру):
Воротар  Алекс Ріґсбі
Захисник  Бріджит Лакуетт
Нападник  Кендалл Койн

## Дивізіон І
Турнір проходив у місті П'єштяни (Словаччина), з 3 квітня по 9 квітня  2010 року.
| Збірна     | І | В | ВО | ПО | П | Ш     | О  | Швейцарія | Франція | Словаччина | Австрія | Норвегія | Казахстан |
| ---------- | - | - | -- | -- | - | ----- | -- | --------- | ------- | ---------- | ------- | -------- | --------- |
| Швейцарія  | 5 | 5 | 0  | 0  | 0 | 44:5  | 15 |           | 9-1     | 3-0        | 5-2     | 12-1     | 15-1      |
| Франція    | 5 | 4 | 0  | 0  | 1 | 16:15 | 12 | 1-9       |         | 3-2        | 4-1     | 4-2      | 4-1       |
| Словаччина | 5 | 3 | 0  | 0  | 2 | 17:9  | 9  | 0-3       | 2-3     |            | 1-0     | 5-1      | 9-2       |
| Австрія    | 5 | 2 | 0  | 0  | 3 | 16:14 | 6  | 2-5       | 1-4     | 0-1        |         | 4-1      | 9-3       |
| Норвегія   | 5 | 1 | 0  | 0  | 4 | 14:27 | 3  | 1-12      | 2-4     | 1-5        | 1-4     |          | 9-2       |
| Казахстан  | 5 | 0 | 0  | 0  | 5 | 9:46  | 0  | 1-15      | 1-4     | 2-9        | 3-9     | 2-9      |           |